# MAVIR Zrt.
A MAVIR Zrt. (teljes nevén MAVIR Magyar Villamosenergia-ipari Átviteli Rendszerirányító ZRt.) Magyarország villamosenergia-ellátásáért felelős társaság. Az átviteli hálózat üzemeltetőjeként és rendszerirányítóként folyamatosan gondoskodik a mindenkori  fogyasztói igénynek megfelelő áramellátásról. 

## Székhelye
Budapest, III. Anikó u. 4.

## Feladatai
A MAVIR ZRt., az ország villamosenergia ellátásáért felelős társaság, az átviteli hálózat üzemeltetőjeként és rendszerirányítóként az év 365 napján 24 órában gondoskodik arról, hogy hazánkban mindig pontosan annyi áram legyen, mint amennyi a fogyasztói igény. 
A MAVIR feladatai:
•    gondoskodik a magyar villamosenergia-rendszer megbízható, hatékony és biztonságos irányításáról, a szükséges tartalékokról az erőművekben és a hálózaton;
•    felügyeli és gyarapítja a hálózati vagyont, elvégzi a megfelelő, üzembiztos ellátáshoz szükséges felújításokat, karbantartásokat és fejlesztéseket;
•    biztosítja a villamosenergia-piac és a piacot segítő mérlegkörrendszer zavartalan működését, további bővítését, az egyenlő hozzáférést a rendszerhasználók számára;
•    összehangolja a magyar villamosenergia-rendszer működését a szomszédos hálózatokkal;
•    koordinálja a nemzetközi szakmai együttműködéseket;
•    elkészíti a hálózatfejlesztési stratégiát és javaslatot tesz az erőműpark fejlesztésére.

## Története
Az MVM Rt.  2000. október 19-én úgy határozott, hogy önálló társaságba szervezi a rendszerirányítási tevékenységét és létrehozta a MAVIR Magyar Villamosenergia-ipari Rendszerirányító Részvénytársaságot. Valamennyi részvény az MVM Rt. tulajdonát képezte.
Magyarország uniós csatlakozását követően az 1070/2005. (VII.08.) Korm. határozat – az Európai Parlament és a Tanács 2003/54/EK direktívájának megfelelő – átviteli hálózati rendszerirányítóvá a MAVIR Rt.-t jelölte ki. A kormány határozata kimondta, hogy mivel a MAVIR Rt. a rendszerirányítási tevékenység mellett átviteli hálózati tevékenységet is folytat, ezért szükséges, hogy a rendszerirányítási engedélyen kívül a Magyar Energia Hivatal által kiadott átviteli hálózati engedéllyel is rendelkezzen. 
Az 1070/2005. (VII. 08.) Korm.határozat rendelkezése alapján a független átviteli rendszerirányító (Transmission System Operator, röviden TSO) működéséhez szükséges eszközöket az MVM Rt.-nek apportként 2005. december 31-ig kellett a MAVIR Rt. rendelkezésére bocsátania.
2005. december 28-án megtartott közgyűlésén a MAVIR Rt.  jóváhagyta a szükséges eszközök MVM Rt. általi apportját. Az apportálást követően a társaság neve MAVIR Magyar Villamosenergia-ipari Átviteli Rendszerirányító Zártkörűen Működő Részvénytársaság lett. (röviden: MAVIR ZRt.)
A Magyar Energia Hivatal  2006. január 1-jétől a MAVIR Zrt.-nek három engedélyt adott ki:
- a rendszerirányítói engedélyt,
- az átviteli működési engedélyt, valamint
- a villamos energia határon keresztül történő szállítására vonatkozó tevékenységre szóló engedélyt.

A villamos energiáról szóló jelenleg hatályos 2007. évi LXXXVI. törvény 2007. október 15-én lépett hatályba. Rendelkezései egyszerűsítést jelentenek az engedélyezés területén, ugyanis a MAVIR ZRt.-nek  január 1-jétől 25 évre szóló egységes átviteli rendszerirányítói működési engedélye van. 

## A cég vezetői
- 2001 dr. Tombor Antal vezérigazgató
- 2002-2003 dr. Bán Tamás vezérigazgató
- 2002- 2006 dr. Tombor Antal elnök-vezérigazgató
- 2006 Vinkovits András elnök-vezérigazgató
- 2007 dr. Tombor Antal vezérigazgató
- 2007-2008 Vinkovits András vezérigazgató
- 2008- 2012 Tari Gábor vezérigazgató
- 2012-2013 Bertalan Zsolt vezérigazgató
- 2013-2015 Sótonyi Gábor vezérigazgató
- 2015-2019 Csomai Kamilla vezérigazgató
- 2019-2021 Biczók András vezérigazgató
- 2021-2023 Biczók András elnök-vezérigazgató
- 2023-2024 Biczók András vezérigazgató
- 2024 Batta Gergő mb. vezérigazgató
- 2025- Szarvas Ferenc vezérigazgató